# Indira Alfonzo
Indira Maira Alfonzo Izaguirre (La Guaira; 29 de abril de 1968) es una política, abogada y magistrada venezolana. Fue presidenta del Consejo Nacional Electoral de Venezuela (CNE) desde el 2020 hasta el 2021.
Hasta finales de mayo de 2020, se desempeñó como la primera vicepresidenta del Tribunal Supremo de Justicia de Venezuela (TSJ) y como presidente de la Sala Electoral. En junio de 2020 fue elegida y juramentada como rectora principal y presidenta del Consejo Nacional Electoral por el TSJ para organizar las elecciones parlamentarias de Venezuela de 2020, hasta el 4 de mayo de 2021 siendo reelevada por Pedro Calzadilla.

## Biografía
Alfonzo, nació en la ciudad costera de La Guaira, del antiguo Distrito Federal, Venezuela (actual estado La Guaira). Estudio derecho en la Universidad Santa María. Desde 1993 a 1999, realizó los estudios de posgrado en la especialización en Derecho Penal, maestría en Ciencias Penales y Formación en Docencia Universitaria. Posteriormente, obtuvo el Magíster Scientiarum en Seguridad y Defensa Nacional en el Instituto de los Altos Estudios de la Defensa Nacional Gran Mariscal de Ayacucho, Antonio José de Sucre en el año 2002 y un diplomado en Derechos Humanos en la Escuela de Derechos Humanos, Fundación Juan Vives Suriá de la Defensoría del Pueblo, para el año 2013 y en 2019 un doctorado en Derecho en la Universidad Católica Santa Rosa (UCSAR).
Ha sido docente de la Universidad Bicentenaria de Aragua, Núcleo San Antonio de Los Altos. Aparte impartió las asignaturas Criminología y Teoría Política Contemporánea en la Academia Militar de la Guardia Nacional Bolivariana (AMGNB) de la Universidad Militar Bolivariana de Venezuela (UMBV).
Alfonzo ha cumplido varias funciones en la administración pública venezolana durante la década de los 1990, 2000 y 2010, entre los cargos, formó parte del grupo de Investigadores adscritos a la Dirección General de Investigación y Desarrollo Legislativo de la Asamblea Nacional y como asistente jurídico del disuelto Congreso de la República de Venezuela.

### Magistrada del Tribunal Supremo de Justicia
Siendo la presidenta de la Sala Electoral, Indira presidió y redactó sentencias controversiales en la que se suspendió la elección de los diputados del estado Amazonas pocos días después de celebradas las elecciones parlamentarias de 2015, dejando al estado sin representación en la Asamblea Nacional a la coalición opositora de la Mesa de la Unidad Democrática (MUD) quitándole de esta manera la mayoría calificada de las dos terceras partes a la oposición y sin determinar durante ese periodo (2016-2020) una solución a los representantes del Estado Amazonas, al igual dictó una sentencia que suspendió las elecciones estudiantiles de la Universidad de Carabobo de 2018, ordenando a las autoridades de la universidad a proclamar a la estudiante aspirante oficialista, Jessica Bello, en lugar de Marlon Díaz, quien ya había sido proclamado y juramentado en el cargo después de obtener el 82,6% de los votos.

### Presidencia del Consejo Nacional Electoral
El 12 de junio de 2020, la Sala Constitucional del Tribunal Supremo de Justicia (TSJ), con ponencia conjunta de los Magistrados y Magistradas que la integra, la designa como la presidenta del Consejo Nacional Electoral de Venezuela (CNE) La designación de Alfonzo, fue desestimada por la Asamblea Nacional y por la oposición venezolana, entre ellos su dirigente Juan Guaidó, quien no reconoció su autoridad, junto con el resto de rectores designados y pidió mayor presión internacional.
La designación se produjo tras la declaración por parte del Tribunal Supremo de Justicia de que la Asamblea Nacional había incurrido en omisión en la designación de los integrantes del Consejo Nacional Electoral. De acuerdo al diario en línea argentino Infobae, dicho nombramiento resultaría en el desconocimiento de la constitución de Venezuela al no permitir que sea la Asamblea Nacional quien convoque la elección del nuevo Consejo Nacional Electoral de dicho país.

## Sanciones
Indira fue sancionada a principios de 2018, por el gobierno de Canadá, junto con otros funcionarios venezolanos acusados de atentar contra la democracia y los derechos humanos en el país. En 2020 fue sancionada por Estados Unidos, posteriormente, a través de un comunicado el Consejo Nacional Electoral rechazó las sanciones establecidas por el Departamento del Tesoro de los Estados Unidos contra dos miembros de su junta directiva.